# 1988 في باكستان
فيما يلي قوائم الأحداث التي وقعت خلال عام 1988 في باكستان.

## سياسة

### تعيين في المنصب
- 17 أغسطس – غلام إسحاق خان رئيس باكستان.
- 2 ديسمبر – بينظير بوتو رئيس وزراء باكستان.
- 24 ديسمبر – وسيم سجاد رئيس مجلس الشيوخ الباكستاني.
- 28 ديسمبر – فاروق ليغاري وزير المياه والكهرباء (باكستان) [الإنجليزية].

### انتهاء فترة المنصب
- 17 أغسطس – محمد ضياء الحق رئيس أركان الجيش (باكستان)، رئيس باكستان.
- 4 ديسمبر – وسيم سجاد وزير القانون والعدل (باكستان) [الإنجليزية].
- 12 ديسمبر – غلام إسحاق خان رئيس مجلس الشيوخ الباكستاني.

## مواليد

### يناير
- 1 يناير – غزالة جاويد
- 1 يناير – نيكول بوشهري ممثلة كندية.

### مارس
- 1 مارس – محمد أحمد لاعب كرة قدم باكستاني.

### سبتمبر
- 21 سبتمبر – بيلاوال بوتو زارداري سياسي باكستاني.

## وفيات

### يناير
- 20 يناير – عبد الغفار خان (مواليد 1890) سياسي باكستاني.[1]

### يونيو
- 2 يونيو – راج كابور (مواليد 1924)[2]

### يوليو
- 26 يوليو – فضل الرحمن (مواليد 1919) فيلسوف باكستاني.